# Cookley, Worcestershire
Cookley är en by i Worcestershire i England. Byn ligger 25,2 km från Worcester. Orten har 1 688 invånare (2015).